# I Liga 1975/1976
Ekstraklasa 1975/76 byla nejvyšší polskou fotbalovou soutěží. Vítězem se stal a do Poháru mistrů evropských zemí 1976/77 se kvalifikoval Stal Mielec. Do Poháru UEFA se kvalifikovaly týmy GKS Tychy a Wisla Krakov. Účast v Poháru vítězů pohárů si zajistil vítěz poháru Śląsk Wrocław.
Soutěže se zúčastnilo celkem 16 celků, soutěž se hrála způsobem každý s každým doma-venku (celkem tedy 30 kol) systémem podzim-jaro. Sestoupily poslední 2 týmy.

## Tabulka
| Poř. | Tým                | Z  | V  | R  | P  | VG | OG | B  |
| ---- | ------------------ | -- | -- | -- | -- | -- | -- | -- |
| 1.   | Stal Mielec        | 30 | 13 | 12 | 5  | 45 | 23 | 38 |
| 2.   | GKS Tychy          | 30 | 15 | 8  | 7  | 38 | 34 | 38 |
| 3.   | Wisla Krakov       | 30 | 15 | 7  | 8  | 39 | 19 | 37 |
| 4.   | Ruch Chorzów       | 30 | 12 | 13 | 5  | 35 | 24 | 37 |
| 5.   | Widzew Łódź (N)    | 30 | 10 | 12 | 8  | 33 | 33 | 32 |
| 6.   | Pogoń Szczecin     | 30 | 13 | 5  | 12 | 46 | 42 | 31 |
| 7.   | Śląsk Wrocław      | 30 | 11 | 9  | 10 | 36 | 33 | 31 |
| 8.   | Legia Varšava      | 30 | 12 | 5  | 13 | 44 | 46 | 29 |
| 9.   | Górnik Zabrze      | 30 | 10 | 8  | 12 | 38 | 39 | 28 |
| 10.  | Zagłębie Sosnowiec | 30 | 12 | 4  | 14 | 37 | 38 | 28 |
| 11.  | ROW Rybnik         | 30 | 11 | 6  | 13 | 30 | 40 | 28 |
| 12.  | Lech Poznań        | 30 | 9  | 9  | 12 | 33 | 46 | 27 |
| 13.  | ŁKS Łódź           | 30 | 8  | 10 | 12 | 27 | 33 | 26 |
| 14.  | Szombierki Bytom   | 30 | 10 | 5  | 15 | 37 | 42 | 25 |
| 15.  | Stal Rzeszów (N)   | 30 | 8  | 8  | 14 | 23 | 35 | 24 |
| 16.  | Polonia Bytom      | 30 | 6  | 9  | 15 | 19 | 33 | 21 |

|  | Pohár mistrů evropských zemí 1976/77 |
|  | Pohár vítězů pohárů 1976/77          |
|  | Pohár UEFA 1976/77                   |
|  | Sestup do 2. ligy                    |

## Nejlepší střelci
|    |        | hráč              | tým           | PG |
| -- | ------ | ----------------- | ------------- | -- |
| 1. | Polsko | Kazimierz Kmiecik | Wisla Krakov  | 20 |
| 2. | Polsko | Andrzej Szarmach  | Górnik Zabrze | 16 |
| 3. | Polsko | Roman Ogaza       | GKS Tychy     | 15 |

## Soupiska mistra
Zygmunt Kukla (30/0) - Edwared Bielewicz (19/0), Jan Domarski (28/10), Włodzimierz Gasior (25/4), Zbigniew Hnatio (29/0), Artur Janus (1/0), Witold Karaś (23/4), Henryk Kasperczak (30/4),  Marian Kosiński (25/0), Jerzy Krawczyk (18/0), Grzegorz Lato (30/14), Wojciech Niemiec (1/0), Edward Oratowski (25/0), Andrzej Padwiński 1/0), Ryszard Per (29/1), Kazimierz Polak (1/0), Krzystof Rześny (25/0), Ryszard Sekulski (11/4), Mirosław Tryba (5/0) - trenér Edmund Zientara